# الوادي اكمة الدار (العدين)

تعديل مصدري - تعديل

الوادي اكمة الدار محلة تابعة لقرية الجبل، التابعة لعزلة بني عبد الله بمديرية العدين إحدى مديريات محافظة إب في الجمهورية اليمنية، بلغ تعداد سكانها 128 حسب تعداد اليمن لعام 2004.